# Paralimna pleurivittata
Paralimna pleurivittata är en tvåvingeart som beskrevs av Cresson 1916. Paralimna pleurivittata ingår i släktet Paralimna och familjen vattenflugor.
Artens utbredningsområde är Peru. Inga underarter finns listade i Catalogue of Life.